# Muotkajärvi (Pajala socken, Norrbotten, 749062-183580)
Muotkajärvi är en sjö i Pajala kommun i Norrbotten och ingår i Torneälvens huvudavrinningsområde. Sjön har en area på 0,173 kvadratkilometer och ligger 152 meter över havet.

## Delavrinningsområde
Muotkajärvi ingår i det delavrinningsområde (748593-183391) som SMHI kallar för Mynnar i Muonioälvens vattendragsyta. Medelhöjden är 167 meter över havet och ytan är 46,62 kvadratkilometer. Det finns inga avrinningsområden uppströms utan avrinningsområdet är högsta punkten. Parkkijoki som avvattnar avrinningsområdet har biflödesordning 3, vilket innebär att vattnet flödar genom totalt 3 vattendrag innan det når havet efter 205 kilometer. Avrinningsområdet består mestadels av skog (41 procent) och sankmarker (56 procent). Avrinningsområdet har 0,21 kvadratkilometer vattenytor vilket ger det en sjöprocent på 0,5 procent.